# کلود کلار

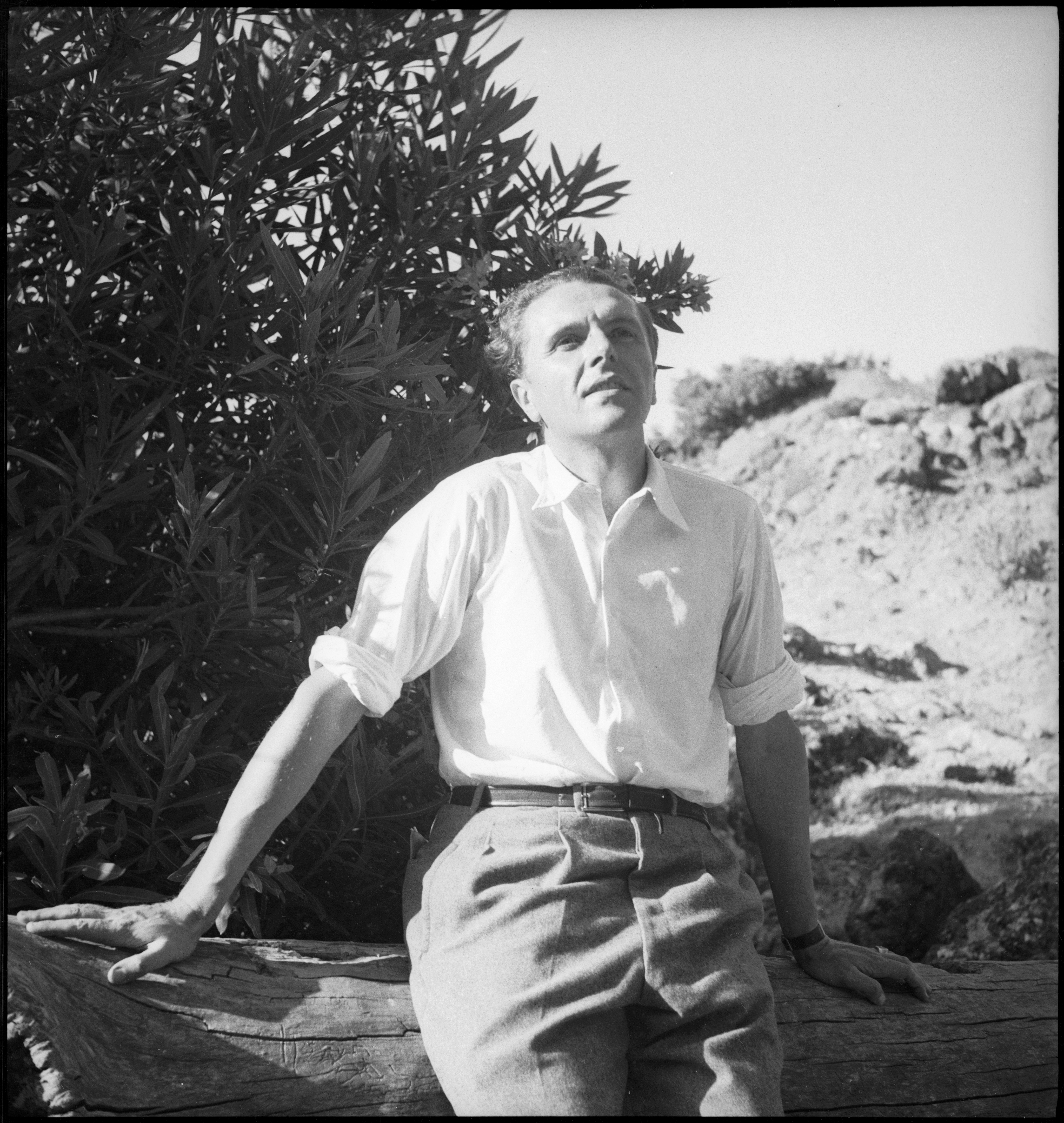
عکسی که آنه ماری شوارتزنباخ از کلار گرفته‌است. ۱۹۴۱

کلود کلار (۳۱ اوت ۱۹۰۳–۱۱ ژانویه ۱۹۹۹) یک دیپلمات فرانسوی بود.

## پیشینه دیپلماتیک
آشیل کلود کلار در ۳۱ اوت ۱۹۰۳ در نانت ، فرانسه متولد شد. در رشته حقوق تحصیل کرد و در سال ۱۹۳۰ وارد خدمات خارجی شد. در سال ۱۹۳۴ دبیر سفارت در تهران شد.
در مه ۱۹۳۵، با نویسنده و عکاس سوئیسی، آنه ماری شوارتزنباخ ازدواج کرد. کلار همجنسگرا بود و ازدواج آنها برای هر دو یک ازدواج مصلحتی بود تا شوارتزنباخ که لزبین بود، گذرنامه دیپلماتیک فرانسه را به دست آورد که وی را قادر می‌سازد بدون محدودیت سفر کند.
وی تا سال ۱۹۴۲ کنسول فرانسه در تهران بود. از ۳۱ مارس ۱۹۵۵ تا ۲ نوامبر ۱۹۵۶ سفیر فرانسه در سوریه و از سال ۱۹۵۹ تا ۱۹۶۸ سفیر فرانسه در تایلند بود. در سال ۱۹۴۶ نشان شوالیه لژیون دونور دریافت کرد.
کلار و شوارتزنباخ پس از جدایی همچنان دوست بودند و هنگامی که شوارتزنباخ از ناحیه سر آسیب جدی دید و در حال مرگ بود، کلار از تهران به بستر مرگ او در انگادین شتافت، اما مادر شوارتزنباخ، رنه شوارتزنباخ-ویل، دیدار با دخترش را ممنوع کرده بود.

## آثار
کلاراک یک پسر به نام هنری پاگو-کلاراک به فرزندی پذیرفت. در سال ۱۹۷۱، با مایکل اسمیتی، کتاب «کشف تایلند» را که با انتشارات سیام منتشر شد نوشت.
در سال ۱۹۷۳، با نام مستعار Saint Ours مجموعه‌ای همجنس‌گرایانه متشکل از ۷ داستان، Un ange à Sodome (یک فرشته در سدوم) را منتشر کرد.
وی در ۱۱ ژانویه ۱۹۹۹ درگذشت.